# クロマンツェ級コルベット
クロマンツェ級コルベット（英: Kromantse-class corvette）は、ガーナ海軍 (Ghana Navy) のコルベットの艦級。イギリスのヴォスパー社のMk.1コルベットの設計を採用している。

## 来歴
ガーナはクワメ・エンクルマの指導下で1957年3月に独立し、ブラックアフリカのイギリス植民地の独立の嚆矢となった。ガーナ海軍は、沿岸警備・漁業取締りにあたるため、 軍の西・東部方面軍から分離するかたちで編成された。1959年には、イギリス海軍からハム型掃海艇2隻の引き渡しを受けて、艦艇運用に着手した。
一方、イギリスのヴォスパー社 (Vosper & Company) は、旧イギリス植民地を含む開発途上国への艦船輸出事業に期待して、1960年8月には政府から後援を受けるための交渉に着手していた。そして同社の輸出用コルベットの嚆矢として建造されたのが本級である。

## 設計
本級はヴォスパーMk.1コルベットの設計を採用している。これはヴォスパー社とヴィッカース社が共同で開発したものであり、モジュール化設計により、汎用型と魚雷艇型、練習艦型と哨戒艦型がファミリー化されて提示されていた。本級では、機関部を除いて全艦空調が施されている。またフィンスタビライザーも搭載された。
主機はブリストル・シドレー-マイバッハ16気筒ディーゼルエンジンが搭載された。電源は440ボルト/60ヘルツの三相交流、出力は360キロワットとされた。
小型・廉価な対潜コルベットとして装備されている。1974年から1975年にかけて改修が行われた。

## 同型艦
| #   | 艦名                   | 造船所       | 起工           | 進水          | 竣工          | 退役   |
| --- | ---------------------- | ------------ | -------------- | ------------- | ------------- | ------ |
| F17 | クロマンツェ Kromantse | ヴォスパー   | 1962年12月10日 | 1963年9月5日  | 1964年7月27日 | 1989年 |
| F18 | ケター Keta            | ヴィッカース | 1963年10月25日 | 1965年1月18日 | 1965年5月18日 | 1989年 |

当初は更に2隻の建造が検討されていたが、これは実現しなかった。